# Iniciativa legislativa popular en España
La Iniciativa legislativa popular en España está regulada a nivel nacional y provincial. La Constitución española de 1978 prevé la iniciativa popular en su artículo 87.3 y siguientes y en la ley reglamentaria (Ley Nº 3 Orgánica de 1984). Se requieren 500.000 firmas acreditadas de ciudadanos, lo que es equivalente al 1,11%. 

## Procedimiento
El proceso se inicia mediante la presentación de la documentación en la Mesa del Congreso de los Diputados. La misma examina la documentación remitida y se pronuncia en el plazo de 15 días sobre su admisibilidad. La comisión promotora puede entablar recurso de amparo  contra la no admisibilidad ante el Tribunal Constitucional. Se establece que el plazo para la junta de firmas tenga una duración de 9 meses. Dicho plazo puede ser prorrogado por causa mayor. Por último, el Estado compensa a los promotores los gastos realizados en la difusión y recolección de firmas, siempre que se alcance el número de firmas requerido y se inicie la tramitación parlamentaria.
Desde la modificación de la ley en el 2006, se permiten las firmas electrónicas, a través del DNIe, mediante un lector de tarjetas inteligentes.
En el artículo 87.3 de la Constitución Española se establecen algunas prohibiciones sujetas a iniciativa popular. Así, no pueden afectar a materias sujetas a ley orgánica o de carácter internacional,  ni reformar ley tributaria  alguna, lo que excluye la Ley General Tributaria, la Ley Reguladora de las Haciendas Locales, la Ley sobre el IRPF, la Ley del IVA. Los Estatutos de autonomía recogen las condiciones exigidas para ello. Los posibles plebiscitos para su aprobación habrán de ser autorizados por el Gobierno Estatal.

1. La iniciativa legislativa corresponde al Gobierno, al Congreso y al Senado, de acuerdo con la Constitución y los Reglamentos de las Cámaras.

2. Las Asambleas de las Comunidades Autónomas podrán solicitar del Gobierno la adopción de un proyecto de ley o remitir a la Mesa del Congreso una proposición de ley, delegando ante dicha Cámara un máximo de tres miembros de la Asamblea encargados de su defensa.

3. Una ley orgánica regulará las formas de ejercicio y requisitos de la iniciativa popular para la presentación de proposiciones de ley. En todo caso se exigirán no menos de 500.000 firmas acreditadas. No procederá dicha iniciativa en materias propias de ley orgánica, tributarias o de carácter internacional, ni en lo relativo a la prerrogativa de gracia.
Artículo 87.Constitución Española

## Uso de lasfirmas electrónicas
En España, desde el 2006 comenzó a implantarse el DNIe. En 2013 hay más de 33 millones de DNIe expedidos. La Ley Orgánica 4/2006, de 26 de mayo modificó el preámbulo y el artículo 7 de la Ley Orgánica 3/1984, de 26 de marzo, Reguladora de la Iniciativa Legislativa Popular de la siguiente manera:

…también se podrán recoger las firmas por vía electrónica siempre que se garantice la voluntad auténtica del ciudadano que suscribe la iniciativa legislativa popular.
Ley 3/1984. Preámbulo modificado

Las firmas se podrán recoger también como firma electrónica conforme a lo que establezca la legislación correspondiente.
Ley 3/1984. Artículo 7.4

Por otro lado el artículo 10 de la Ley 3/1984 establece que las firmas también podrán ser autenticadas por “fedatarios especiales” designados por la Comisión Promotora. Para convertirse en fedatario especial hay que firmar una declaración jurada comprometiéndose a dar fe de la autenticidad de las firmas recogidas y enviarla a la Comisión Promotora de la ILP, junto con una fotocopia del carné de identidad.
La primera iniciativa legislativa popular que utilizó la firma electrónica fue en defensa del trasvase Tajo-Segura, iniciada el 4 de febrero de 2010.
El 25 de mayo de 2011, se creó la plataforma MiFirma (mifirma.com) que permite recoger firmas electrónicas para ILPs sin la necesidad de instalar drivers del DNIe para poder firmar, siendo suficiente el DNIe y un lector de DNIe. Esta plataforma facilita el desarrollo y puesta en marcha de iniciativas legislativas populares, de forma neutral y gratuita. Además de firmar electrónicamente, también permite la captación de fedatarios en línea mediante la firma electrónica.

## Iniciativas legislativas populares presentadas
Se han presentado en el Congreso de los Diputados 66 iniciativas legislativas populares desde 1977 hasta 2012. De ellas, solo 12 superaron la barrera de las 500.000 firmas, siendo de todas maneras rechazadas en su mayoría. Algunas de ellas siguen en proceso de tramitación, pero solo una ha pasado a ser ley: "Proposición de Ley sobre reclamación de deudas comunitarias ", que finalmente acabó subsumida en otra proposición no de ley en la VI Legislatura y que supuso la modificación de un artículo de la Ley de Propiedad Horizontal. El resto, o han sido inadmitidas, o han caducado o se han retirado.
Las iniciativas legislativas populares en España presentadas en el Congreso de los Diputados han sido:
|     | Propuesta de ley | Presentado | Calificado | Resultado de la tramitación                        | Firmas recogidas          |
| --- | --- | ---------- | ---------- | -------------------------------------------------- | ------------------------- |
| 1   | Mantenimiento de Altos Hornos del Mediterráneo (AHM). | 03/11/1983 | -          | Inadmitido a trámite en términos absolutos         | No cursada                |
| 2   | Pensiones de jubilación para administradores familiares amas/os de casa. | 18/06/1984 | -          | Inadmitido a trámite en términos absolutos         | No cursada                |
| 3   | Pensiones de jubilación para administradores familiares amas/os de casa. | 08/03/1985 | -          | Inadmitido a trámite en términos absolutos         | No cursada                |
| 4   | Proposición de ley reguladora del procedimiento a seguir para exigir la responsabilidad civil de las administraciones públicas en supuestos derivados del funcionamiento del servicio público de la enseñanza. | 14/09/1987 | 15/09/1987 | Caducado                                           | Menos de 500.000          |
| 5   | Proposición de ley relativa al pago por el estado de las indemnizaciones por daños y perjuicios sufridos por los afectados del síndrome tóxico. | 05/07/1989 | 12/07/1989 | Trasladado al próximo congreso                     | Ver siguiente legislatura |
| 6   | Proposición de Ley relativa al pago por el Estado de las indemnizaciones por daños y perjuicios sufridos por los afectados del síndrome tóxico (corresponde al número de expediente de la III Legislatura 120/000002/0000). | 21/11/1989 | 28/11/1989 | Caducado                                           | Menos de 500.000          |
| 7   | Proposición de Ley sobre jornada de los médicos titulares. | 02/02/1990 | 06/02/1990 | Caducado                                           | Menos de 500.000          |
| 8   | Proposición de Ley de abolición del trabajo precario. | 03/05/1990 | 08/05/1990 | Caducado                                           | Menos de 500.000          |
| 9   | Proposición de Ley de pensiones de jubilación para administradores familiares. | 21/08/1990 | 06/09/1990 | Inadmitido a trámite en términos absolutos         | No cursada                |
| 10  | Proposición de Ley por la que se regula el abandono de la producción y utilización de la energía nuclear. | 27/09/1990 | 02/10/1990 | Caducado                                           | Menos de 500.000          |
| 11  | Proposición de Ley de iniciativa popular sobre el régimen de fomento del cese anticipado de la actividad agraria. | 31/10/1990 | 06/11/1990 | Retirado                                           | No cursada                |
| 12  | Proposición de Ley promotora y reguladora del ejercicio, disfrute y comercialización del arte. | 13/10/1992 | 20/10/1992 | Inadmitido a trámite en términos absolutos         | No cursada                |
| 13  | Proposición de Ley Marco Reguladora de la Financiación del Sistema Educativo. | 23/12/1993 | 28/12/1993 | Trasladado al próximo congreso                     | Ver siguiente legislatura |
| 14  | Proposición de Ley relativa a la elaboración de un Programa plurianual de adaptación del viñedo. | 19/05/1994 | 24/05/1994 | Inadmitido a trámite en términos absolutos         | No cursada                |
| 15  | Proposición de Ley de fomento del empleo para actividades de profesionales y autónomos. | 20/06/1994 | 21/06/1994 | Inadmitido a trámite en términos absolutos         | No cursada                |
| 16  | Proposición de Ley de descenso general de los tipos de interés de los créditos destinados a inversiones productivas. | 20/06/1994 | 21/06/1994 | Decaído                                            |                           |
| 17  | Proposición de Ley por la que se regula el estatuto jurídico del cuerpo humano. | 03/05/1995 | 09/05/1995 | Inadmitido a trámite en términos absolutos         | No cursada                |
| 18  | Proposición de Ley sobre reclamación de deudas comunitarias. | 24/11/1995 | 28/11/1995 | Trasladado al próximo congreso                     | Ver siguiente legislatura |
| 19  | Proposición de Ley marco reguladora de la financiación del sistema educativo (corresponde al número de expediente 120/000001/0000 de la V Legislatura). | 27/03/1996 | 27/03/1996 | Rechazado                                          | 600.000                   |
| 20  | Proposición de Ley sobre reclamación de deudas comunitarias (corresponde al número de expediente 120/000006/0000 de la V Legislatura). | 27/03/1996 | 27/03/1996 | Subsumido en otra iniciativa                       |                           |
| 21  | Proposición de Ley sobre protección a las personas mayores. | 26/09/1996 | 30/09/1996 | Caducado                                           | Menos de 500.000          |
| 22  | Proposición de Ley reguladora del libro de texto para la enseñanza básica. | 20/01/1997 | 28/01/1997 | Rechazado                                          | 600.000                   |
| 23  | Proposición de Ley para la modificación de la Ley 14/1994, de 1 de junio de 1994, sobre Empresas de Trabajo Temporal. | 08/05/1998 | 13/05/1998 | Caducado                                           | Menos de 500.000          |
| 24  | Proposición de Ley reguladora de la subcontratación en el sector de la construcción. | 30/07/1998 | 08/09/1998 | Trasladado al próximo congreso                     | Ver siguiente legislatura |
| 25  | Proposición de Ley reguladora de la jornada laboral. | 12/11/1998 | 16/11/1998 | Rechazado                                          | 700.000                   |
| 26  | Proposición de Ley reguladora del acceso de colectivos y asociaciones de discapacitados a autorizaciones de celebración, a nivel nacional, de rifas, tómbolas y sorteos con premios en valores, metálico y signo que lo represente. | 17/02/1999 | 23/02/1999 | Inadmitido a trámite en términos absolutos         | No cursada                |
| 27  | Proposición de Ley para la modificación de la Ley 24/1998, de 13 de julio, del Servicio Postal Universal y de Liberalización de los Servicios Postales. | 19/02/1999 | 23/02/1999 | Trasladado al próximo congreso                     | Ver siguiente legislatura |
| 28  | Proposición de Ley reguladora del acceso de colectivos y asociaciones de discapacitados a autorizaciones de celebración a nivel nacional, de rifas, tómbolas y sorteos con premios en valores, metálico o signo que lo represente. | 21/06/1999 | 29/06/1999 | Trasladado al próximo congreso                     | Ver siguiente legislatura |
| 29  | Proposición de Ley de medidas preventivas contra la intervención de mano de obra infantil en la elaboración de productos de importación. | 20/12/1999 | 21/12/1999 | Trasladado al próximo congreso                     | Ver siguiente legislatura |
| 30  | Proposición de Ley reguladora de la subcontratación en el sector de la construcción (corresponde al número de expediente 120/000006/0000 de la VI Legislatura). | 05/04/2000 | 06/04/2000 | Rechazado                                          | 600.000                   |
| 31  | Proposición de Ley para la modificación de la Ley 24/1998, de 13 de julio, del Servicio Postal Universal y de Liberalización de los Servicios Postales (corresponde al número de expediente 120/000009/0000 de la VI Legislatura). | 05/04/2000 | 06/04/2000 | Caducado                                           | Menos de 500.000          |
| 32  | Proposición de Ley reguladora del acceso de colectivos y asociaciones de discapacitados a autorizaciones de celebración a nivel nacional, de rifas, tómbolas y sorteos con premios en valores, metálico o signo que lo represente (corresponde al número de expediente 120/000010/0000 de la VI Legislatura). | 05/04/2000 | 06/04/2000 | Caducado                                           | Menos de 500.000          |
| 33  | Proposición de Ley de medidas preventivas contra la intervención de mano de obra infantil en la elaboración de productos de importación (corresponde al número de expediente 120/000011/0000 de la VI Legislatura). | 05/04/2000 | 06/04/2000 | Caducado                                           | Menos de 500.000          |
| 34  | Proposición de Ley sobre principios básicos de ordenación del medicamento. | 27/09/2000 | 03/10/2000 | Rechazado                                          | 1.300.000                 |
| 35  | Proposición de Ley para la estabilidad y la seguridad en el empleo. | 12/09/2001 | 18/09/2001 | Rechazado                                          | 600.000                   |
| 36  | Proposición de Ley para la protección de la eficacia de los acuerdos y pactos en las Administraciones Públicas y garantía del poder adquisitivo de sus empleadas y empleados. | 08/10/2001 | 17/10/2001 | Rechazado                                          | 560.000                   |
| 37  | Proposición de Ley sobre equiparación de los trabajadores autónomos y los trabajadores que cotizan por el Régimen General. | 05/12/2001 | 11/12/2001 | Inadmitido a trámite en términos absolutos         | No cursada                |
| 38  | Proposición de Ley sobre la cuantía de las pensiones de viudedad y el Seguro Obligatorio de Vejez e Invalidez (SOVI). | 04/02/2003 | 11/02/2003 | Trasladado al próximo congreso                     | Ver siguiente legislatura |
| 39  | Proposición de Ley sobre la regulación de ayudas para las víctimas de la violencia doméstica. | 05/03/2003 | 11/03/2003 | Trasladado al próximo congreso                     | Ver siguiente legislatura |
| 40  | Proposición de Ley sobre extinción de los coeficientes reductores al cumplir los 65 años. | 12/06/2003 | 17/06/2003 | Trasladado al próximo congreso                     | Ver siguiente legislatura |
| 41  | Proposición de Ley por la que se deroga el artículo 417 bis del Código Penal, así como el Real Decreto 2409/1986, de 21 de noviembre, sobre centros sanitarios acreditados y dictámenes preceptivos para la práctica legal de la interrupción del embarazo. | 28/07/2003 | 02/09/2003 | Inadmitido a trámite en términos absolutos         | No cursada                |
| 42  | Proposición de Ley para la modificación de la Ley Orgánica 5/2000, de 12 de enero, reguladora de la Responsabilidad Penal de los Menores y de la Ley Orgánica 10/1995, de 23 de noviembre, del Código Penal. | 17/03/2004 | 29/03/2004 | Inadmitido a trámite en términos absolutos         | No cursada                |
| 43  | Proposición de Ley sobre la cuantía de las pensiones de viudedad y el Seguro Obligatorio de Vejez e Invalidez (SOVI) (corresponde al número de expediente 120/000009/0000 de la VII Legislatura). | 02/04/2004 | 13/04/2004 | Caducado                                           | Menos de 500.000          |
| 44  | Proposición de Ley sobre la regulación de ayudas para las víctimas de la violencia doméstica (corresponde al número de expediente 120/000010/0000 de la VII Legislatura). | 02/04/2004 | 13/04/2004 | Caducado                                           | Menos de 500.000          |
| 45  | Proposición de Ley sobre extinción de los coeficientes reductores al cumplir los 65 años (corresponde al número de expediente 120/000011/0000 de la VII Legislatura). | 02/04/2004 | 13/04/2004 | Caducado                                           | Menos de 500.000          |
| 46  | Proposición de Ley para la protección y acogimiento de embriones. | 15/04/2004 | 20/04/2004 | Caducado                                           | Menos de 500.000          |
| 47  | Proposición de Ley por la que se modifica el Código Civil en materia de matrimonio y adopción. | 28/06/2004 | 06/07/2004 | Rechazado                                          | 1.500.000                 |
| 48  | Proposición de Ley sobre aprobación de una norma para aumentar la baja por maternidad a seis meses. | 21/04/2006 | 25/04/2006 | Inadmitido a trámite en términos absolutos         | No cursada                |
| 49  | Proposición de Ley sobre aprobación de una norma para aumentar la baja por maternidad a seis meses. | 16/05/2006 | 23/05/2006 | Caducado                                           | Menos de 500.000          |
| 50  | Proposición de Ley para que el Gobierno desarrolle la Ley 27/2005, de fomento y educación para la Cultura de Paz mediante la creación de una Agencia de Civiles por la Paz que aplique los principios promulgados en dicha Ley y los convierta en política pública y presupuestaria. | 25/07/2006 | 05/09/2006 | Inadmitido a trámite en términos absolutos         | No cursada                |
| 51  | Proposición de Ley sobre medidas para solucionar la situación de crisis extraordinaria que vive el archipiélago canario, como consecuencia de la inmigración clandestina y masiva de personas provenientes del continente africano u otras procedencias. | 13/10/2006 | 17/10/2006 | Inadmitido a trámite en términos absolutos         | No cursada                |
| 52  | Proposición de Ley sobre cambio de la denominación de matrimonio entre homosexuales. | 29/11/2006 | 12/12/2006 | Caducado                                           | Menos de 500.000          |
| 53  | Proposición de Ley sobre reconocimiento, a efectos de jubilación, del tiempo prestado durante el servicio militar obligatorio o la prestación social sustitutoria. | 29/11/2006 | 12/12/2006 | Caducado                                           | Menos de 500.000          |
| 54  | Proposición de Ley de contratos de distribución. | 15/02/2007 | 20/02/2007 | Trasladado al próximo congreso                     | Ver siguiente legislatura |
| 55  | Proposición de Ley de modificación de la Ley 23/1992, de 30 de julio, de Seguridad Privada. | 12/03/2007 | 20/03/2007 | Trasladado al próximo congreso                     | Ver siguiente legislatura |
| 56  | Proposición de Ley de contratos de distribución (corresponde al número de expediente 120/000012/0000 de la VIII Legislatura). | 01/04/2008 | 07/04/2008 | Caducado                                           | Menos de 500.000          |
| 57  | Proposición de Ley de modificación de la Ley 23/1992, de 30 de julio, de Seguridad Privada (corresponde al número de expediente 120/000013/0000 de la VIII Legislatura). | 01/04/2008 | 07/04/2008 | Caducado                                           | Menos de 500.000          |
| 58  | Proposición de Ley para que se añada un nuevo párrafo al artículo 140 del Real Decreto Legislativo 1/1994, de 20 de junio, por el que se aprueba el texto refundido de la Ley General de la Seguridad Social. | 12/11/2008 | 17/11/2008 | Caducado                                           | Menos de 500.000          |
| 59  | Proposición de Ley de modificación del artículo 4 de la Ley 3/2004, de 29 de diciembre, contra la morosidad. | 27/01/2009 | 03/02/2009 | Caducado                                           | Menos de 500.000          |
| 60  | Proposición de Ley de reforma de las Leyes 10/2001, de 5 de julio, y 11/2005, de 22 de junio, en relación con el acueducto Tajo-Segura y a su aprovechamiento. | 09/03/2009 | 17/03/2009 | Caducado                                           | Menos de 500.000          |
| 61  | Proposición de Ley para crear seis millones de puestos de trabajo. | 05/05/2009 | 12/05/2009 | Caducado                                           | Menos de 500.000          |
| 62  | Proposición de Ley de Televisión Sin Fronteras. | 06/05/2009 | 12/05/2009 | Trasladado al próximo congreso                     | Ver siguiente legislatura |
| 63  | Proposición de Ley de modificación de la Ley 34/2006, de 30 de octubre, que regula el acceso a las profesiones de Abogado y Procurador de los Tribunales. | 05/11/2010 | 17/11/2010 | Trasladado al próximo congreso                     | Ver siguiente legislatura |
| 64  | Proposición de Ley para el empleo estable y con derechos. | 09/12/2010 | 14/12/2010 | Trasladado al próximo congreso                     | Ver siguiente legislatura |
| 65  | Proposición de Ley de Régimen del Personal del Cuerpo de la Guardia Civil. | 09/12/2010 | 14/12/2010 | Trasladado al próximo congreso                     | Ver siguiente legislatura |
| 66  | Proposición de Ley de reforma salarial política. | 02/02/2011 | 08/02/2011 | Inadmitido a trámite en términos absolutos         | No cursada                |
| 67  | Proposición de Ley para la regulación de la fiesta de los toros como Bien de Interés Cultural. | 17/02/2011 | 22/02/2011 | Trasladado al próximo congreso                     | Ver siguiente legislatura |
| 68  | Proposición de Ley sobre establecimiento de la dación en pago por parte de los deudores en los préstamos hipotecarios. | 11/03/2011 | 15/03/2011 | Retirado                                           | No cursada                |
| 69  | Proposición de Ley de modificación de la ejecución hipotecaria. | 30/03/2011 | 26/04/2011 | Inadmitido a trámite en términos absolutos         | No cursada                |
| 70  | Proposición de Ley sobre fomento de la creación de un parque de vivienda social en régimen de alquiler. | 09/06/2011 | 21/06/2011 | Inadmitido a trámite en términos absolutos         | No cursada                |
| 71  | Proposición de Ley de modificación de diversas normas para la prevención y tratamiento del sobreendeudamiento de las familias por el crédito. | 10/06/2011 | 21/06/2011 | Inadmitido a trámite en términos absolutos         | No cursada                |
| 72  | Proposición de Ley de medidas urgentes en materia de vivienda social. | 27/06/2011 | 13/09/2011 | Retirado                                           | No cursada                |
| 73  | Proposición de Ley sobre mejora de los derechos de los consumidores y la protección de su vivienda. | 08/07/2011 | 13/09/2011 | Inadmitido a trámite en términos absolutos         | No cursada                |
| 74  | Proposición de Ley de regulación de la dación en pago, de paralización de los desahucios y de alquiler social. | 11/07/2011 | 13/09/2011 | Trasladado al próximo congreso                     | Ver siguiente legislatura |
| 75  | Proposición de Ley de regulación de la dación en pago, de paralización de los desahucios y de alquiler social. | 12/07/2011 | 13/09/2011 | Inadmitido a trámite en términos absolutos         | No cursada                |
| 76  | Proposición de Ley de creación de la Comisión para la averiguación y esclarecimiento de los casos de Adopciones Irregulares, Sustracción y Tráfico de recién nacidos y menores. | 24/09/2011 | 28/09/2011 | Trasladado al próximo congreso                     | Ver siguiente legislatura |
| 77  | Proposición de Ley para la modificación de la Ley 23/1992, de 30 de julio, de Seguridad Privada. | 19/10/2011 | 27/10/2011 | Inadmitido a trámite en términos absolutos         | No cursada                |
| 78  | Proposición de Ley para la modificación del artículo 10 de la Ley 23/1992, de 30 de julio, de Seguridad Privada. | 07/11/2011 | 23/11/2011 | Inadmitido a trámite en términos absolutos         | No cursada                |
| 79  | Proposición de Ley de Televisión Sin Fronteras (corresponde al número de expediente 120/000007/0000 de la IX Legislatura). | 13/12/2011 | 21/12/2011 | Rechazado                                          | 670.000                   |
| 80  | Proposición de Ley de modificación de la Ley 34/2006, de 30 de octubre, que regula el acceso a las profesiones de Abogado y Procurador de los Tribunales (corresponde al número de expediente 120/000008/0000 de la IX Legislatura). | 13/12/2011 | 21/12/2011 | Caducado                                           | Menos de 500.000          |
| 81  | Proposición de Ley para el empleo estable y con derechos (corresponde al número de expediente 120/000009/0000 de la IX Legislatura). | 13/12/2011 | 21/12/2011 | Rechazado                                          | 1.058.752                 |
| 82  | Proposición de Ley de Régimen del Personal del Cuerpo de la Guardia Civil (corresponde al número de expediente 120/000010/0000 de la IX Legislatura). | 13/12/2011 | 21/12/2011 |                                                    |                           |
| 83  | Proposición de Ley para la regulación de la fiesta de los toros como Bien de Interés Cultural (corresponde al número de expediente 120/000012/0000 de la IX Legislatura). | 13/12/2011 | 21/12/2011 |                                                    | 590.000                   |
| 84  | Proposición de ley de regulación de la dación en pago, de paralización de los desahucios y de alquiler social. | 05/02/2013 |            |                                                    | 1.402.845                 |
| 85  | Proposición de Ley de creación de la Comisión para la averiguación y esclarecimiento de los casos de Adopciones Irregulares, Sustracción y Tráfico de recién nacidos y menores (corresponde al número de expediente 120/000021/0000 de la IX Legislatura). | 13/12/2011 | 21/12/2011 | Inadmitido a trámite en términos absolutos         | No cursada                |
| 86  | Solicitud de que le sea notificada de forma expresa la decisión adoptada por la Mesa de la Cámara sobre su Proposición de Ley sobre mejora de los derechos de los consumidores y la protección de su vivienda. | 22/12/2011 | 28/12/2011 | Tramitado por completo sin req. acuerdo o decisión |                           |
| 87  | Proposición de Ley de protección y bienestar de los animales. | 19/01/2012 | 31/01/2012 | Inadmitido a trámite en términos absolutos         | No cursada                |
| 88  | Proposición de Ley de Medidas Sanitarias, Fiscales, Administrativas y de Integración Social del colectivo celíaco. | 11/02/2012 | 14/02/2012 | Inadmitido a trámite en términos absolutos         | No cursada                |
| 89  | Proposición de Ley de modificación de los artículos 1.3 y 10.1 de la Ley 23/1992, de Seguridad Privada, y la eliminación del artículo 10.5. | 14/02/2012 | 21/02/2012 | Inadmitido a trámite en términos absolutos         | No cursada                |
| 90  | Proposición de Ley sobre reversión de la congelación de las pensiones en 2011. | 15/02/2012 | 21/02/2012 |                                                    |                           |
| 91  | Proposición de Ley sobre eliminación de prebendas de la clase política cesada. | 06/06/2012 | 12/06/2012 | Inadmitido a trámite en términos absolutos         | No cursada                |
| 92  | Proposición de Ley con el objetivo de eliminar de la legislación vigente la prohibición de poder seleccionar el sexo de los hijos. | 24/01/2013 | 29/01/2013 |                                                    |                           |
| 93  | Proposición de Ley relativa a la Conmemoración del V Centenario de la Primera Vuelta al Mundo. | 17/04/2013 | 23/04/2013 | Caducado                                           | Menos de 500.000          |
| 94  | Proposición de Ley de regulación del acceso de los partidos políticos a los medios de comunicación públicos. | 07/05/2013 | 14/05/2013 | Caducado                                           | Menos de 500.000          |
| 95  | Proposición de Ley de modificación del Código Civil para la extensión a todo el territorio del Estado español de las diferentes normativas forales y autonómicas reguladoras de las relaciones de los progenitores con sus descendientes comunes en caso de ruptura de la convivencia, medie o no relación conyugal. | 10/05/2013 | 14/05/2013 | Caducado                                           | Menos de 500.000          |
| 96  | Proposición de Ley estatal de custodia compartida y corresponsabilidad parental. | 17/06/2013 | 25/06/2013 | Inadmitido a trámite en términos absolutos         |                           |
| 97  | Proposición de Ley de modificación del articulado del Código Civil correspondiente a las relaciones de los progenitores con sus descendientes comunes en caso de ruptura de la convivencia, medie o no relación conyugal. | 26/09/2013 | 01/10/2013 | Inadmitido a trámite en términos absolutos         |                           |
| 98  | Iniciativa Legislativa Popular por la que se solicita que se instrumente un marco legal mediante el cual se determine con precisión en qué consiste el déficit de tarifa eléctrico y otros asuntos relacionados. | 04/11/2013 | 11/11/2013 | Inadmitido a trámite en términos absolutos         | No cursada                |
| 99  | Proposición de Ley de la auditoría del déficit del sector eléctrico. | 20/11/2013 | 26/11/2013 | Caducado                                           | Menos de 500.000          |
| 100 | Proposición de Ley por la Renta Básica Estatal. | 15/01/2014 | 21/01/2014 | Caducado                                           | Menos de 500.000          |
| 101 | Proposición de Ley sobre reforma del artículo 1316 del Código Civil. | 26/02/2014 | 04/03/2014 | Caducado                                           | Menos de 500.000          |
| 102 | Proposición de Ley relativa al régimen jurídico de las autorizaciones provisionales de edificaciones o actuaciones preexistentes, así como de adopción de distintas medidas para la agilización de los instrumentos de planeamiento. | 03/04/2014 | 08/04/2014 | Inadmitido a trámite en términos absolutos         | No cursada                |
| 103 | Proposición de Ley relativa al régimen jurídico de las autorizaciones provisionales de edificaciones o actuaciones preexistentes, así como de adopción de distintas medidas para la agilización de los instrumentos de planeamiento. | 21/04/2014 | 28/04/2014 | Caducado                                           | Menos de 500.000          |
| 104 | Proposición de Ley sobre elección de la forma de Estado y del Jefe de Estado de España. | 13/06/2014 | 18/06/2014 | Inadmitido a trámite en términos absolutos         | No cursada                |
| 105 | Proposición de Ley sobre separación de poderes e independencia del Poder Judicial. | 24/06/2014 | 01/07/2014 | Inadmitido a trámite en términos absolutos         | No cursada                |
| 106 | Proposición de Ley de delegación legislativa al Gobierno para la equiparación en elegibilidad de todos los representantes, con la de los miembros del Senado. | 03/07/2014 | 08/07/2014 | Inadmitido a trámite en términos absolutos         | No cursada                |
| 107 | Proposición de Ley para el fomento de la participación electoral mediante la evaluación de la calidad representativa de los cargos electos. | 14/07/2014 | 23/07/2014 | Inadmitido a trámite en términos absolutos         | No cursada                |
| 108 | Proposición de Ley sobre protección social de los enfermos de fibromialgia y síndrome de fatiga crónica-encefalomielitis miálgica. | 10/09/2014 | 16/09/2014 | Caducado                                           | Menos de 500.000          |
| 109 | Proposición de Ley de modificación de la Ley 39/2006, de 14 de diciembre, de Promoción de la Autonomía Personal y Atención a las personas en situación de dependencia, en materia de participación en el coste de las prestaciones y servicios de las personas beneficiarias. | 20/10/2014 | 28/10/2014 | Trasladado al próximo Congreso                     | Ver siguiente legislatura |
| 110 | Proposición de Ley sobre revisión y eliminación de distintos supuestos de aforamiento y otros privilegios procesales de políticos y cargos públicos. | 05/11/2014 | 11/11/2014 | Inadmitido a trámite en términos absolutos         | No cursada                |
| 111 | Proposición de Ley por la que se regula la implantación con carácter obligatorio de la Mediación Civil, Mercantil y Concursal, en el Orden Jurisdiccional Civil y Mercantil como método alternativo para la resolución de conflictos; y la implantación con carácter voluntario en el Orden Jurisdiccional Penal de la Mediación Penal; y la implantación de la Mediación Laboral, con mediadores profesionales independientes, de forma voluntaria y alternativa a la Conciliación Laboral, previa en el Orden Jurisdiccional Laboral.                                                              | 17/11/2014 | 25/11/2014 | Trasladado al próximo Congreso                     | Ver siguiente legislatura |
| 112 | Proposición de Ley de modificación de la Ley 18/2014, de 15 de octubre, de aprobación de medidas urgentes para el crecimiento, la competitividad y la eficiencia, en defensa de un Registro Civil público, gratuito, cercano a los ciudadanos y servido íntegramente por funcionarios públicos. | 16/12/2014 | 13/01/2015 | Caducado                                           | Menos de 500.000          |
| 113 | Proposición de Ley sobre establecimiento de una prestación de ingresos mínimos en el ámbito de protección de la Seguridad Social. | 21/04/2015 | 28/04/2015 | Trasladado al próximo Congreso                     | Ver siguiente legislatura |
| 114 | Proposición de Ley de responsabilidad parental y de relaciones familiares. | 28/07/2015 | 08/09/2015 | Retirado                                           | No cursada                |
| 115 | Proposición de Ley de responsabilidad parental y de relaciones familiares. | 07/12/2015 | 10/12/2015 | Trasladado al próximo Congreso                     | Ver siguiente legislatura |
| 116 | Proposición de Ley de modificación de la Ley 39/2006, de 14 de diciembre, de Promoción de la Autonomía Personal y Atención a las personas en situación de dependencia, en materia de participación en el coste de las prestaciones y servicios de las personas beneficiarias (corresponde al número de expediente 120/000031/0000 de la ). | 13/01/2016 | 02/02/2016 | Trasladado al próximo Congreso                     | Ver siguiente legislatura |
| 117 | Proposición de Ley por la que se regula la implantación con carácter obligatorio de la Mediación Civil, Mercantil y Concursal, en el Orden Jurisdiccional Civil y Mercantil como método alternativo para la resolución de conflictos; y la implantación con carácter voluntario en el Orden Jurisdiccional Penal de la Mediación Penal; y la implantación de la Mediación Laboral, con mediadores profesionales independientes, de forma voluntaria y alternativa a la Conciliación Laboral, previa en el Orden Jurisdiccional Laboral (corresponde al número de expediente 120/000033/0000 de la ). | 13/01/2016 | 02/02/2016 | Caducado                                           | Menos de 500.000          |
| 118 | Proposición de Ley sobre establecimiento de una prestación de ingresos mínimos en el ámbito de protección de la Seguridad Social (corresponde al número de expediente 120/000035/0000 de la ). | 13/01/2016 | 02/02/2016 | Trasladado al próximo Congreso                     | Ver siguiente legislatura |
| 119 | Proposición de Ley de responsabilidad parental y de relaciones familiares (corresponde al número de expediente 120/000037/0000 de la ). | 13/01/2016 | 02/02/2016 | Trasladado al próximo Congreso                     | Ver siguiente legislatura |
| 120 | Solicitud al Presidente del Congreso de los Diputados para que proceda a la salvaguarda y custodia de las cajas que contienen los pliegos donde constan las firmas obtenidas en apoyo a la Proposición de Ley sobre protección social de los enfermos de fibromialgia y síndrome de fatiga crónica-encefalitis miálgica, ante su intención de interponer recurso de amparo ante el Tribunal Constitucional. | 26/01/2016 | 02/02/2016 | Tramitado por completo sin req. acuerdo o decisión |                           |
| 121 | Proposición de Ley sobre dación en pago. | 28/01/2016 | 02/02/2016 | Trasladado al próximo Congreso                     | Ver siguiente legislatura |
| 122 | Proposición de Ley para la eliminación de privilegios de índole retributiva de la clase política cesada. | 18/04/2016 | 27/04/2016 | Trasladado al próximo Congreso                     | Ver siguiente legislatura |
| 123 | Proposición de Ley relativa al régimen jurídico de las autorizaciones provisionales de edificaciones o actuaciones preexistentes, así como de adopción de distintas medidas para la agilización de los instrumentos de planeamiento. | 21/04/2014 | 28/04/2014 | Caducado                                           | Menos de 500.000          |
| 124 | Proposición de Ley sobre elección de la forma de Estado y del Jefe de Estado de España. | 13/06/2014 | 18/06/2014 | Inadmitido a trámite en términos absolutos         | No cursada                |
| 125 | Proposición de Ley sobre separación de poderes e independencia del Poder Judicial. | 24/06/2014 | 01/07/2014 | Inadmitido a trámite en términos absolutos         | No cursada                |
| 126 | Proposición de Ley de delegación legislativa al Gobierno para la equiparación en elegibilidad de todos los representantes, con la de los miembros del Senado. | 03/07/2014 | 08/07/2014 | Inadmitido a trámite en términos absolutos         | No cursada                |
| 127 | Proposición de Ley para el fomento de la participación electoral mediante la evaluación de la calidad representativa de los cargos electos. | 14/07/2014 | 23/07/2014 | Inadmitido a trámite en términos absolutos         | No cursada                |
| 128 | Proposición de Ley sobre protección social de los enfermos de fibromialgia y síndrome de fatiga crónica-encefalomielitis miálgica. | 10/09/2014 | 16/09/2014 | Caducado                                           | Menos de 500.000          |
| 129 | Proposición de Ley de modificación de la Ley 39/2006, de 14 de diciembre, de Promoción de la Autonomía Personal y Atención a las personas en situación de dependencia, en materia de participación en el coste de las prestaciones y servicios de las personas beneficiarias. | 20/10/2014 | 28/10/2014 | Trasladado al próximo Congreso                     | Ver siguiente legislatura |
| 130 | Proposición de Ley sobre revisión y eliminación de distintos supuestos de aforamiento y otros privilegios procesales de políticos y cargos públicos. | 05/11/2014 | 11/11/2014 | Inadmitido a trámite en términos absolutos         | No cursada                |
| 131 | Proposición de Ley por la que se regula la implantación con carácter obligatorio de la Mediación Civil, Mercantil y Concursal, en el Orden Jurisdiccional Civil y Mercantil como método alternativo para la resolución de conflictos; y la implantación con carácter voluntario en el Orden Jurisdiccional Penal de la Mediación Penal; y la implantación de la Mediación Laboral, con mediadores profesionales independientes, de forma voluntaria y alternativa a la Conciliación Laboral, previa en el Orden Jurisdiccional Laboral.                                                              | 17/11/2014 | 25/11/2014 | Trasladado al próximo Congreso                     | Ver siguiente legislatura |
| 132 | Proposición de Ley de modificación de la Ley 18/2014, de 15 de octubre, de aprobación de medidas urgentes para el crecimiento, la competitividad y la eficiencia, en defensa de un Registro Civil público, gratuito, cercano a los ciudadanos y servido íntegramente por funcionarios públicos. | 16/12/2014 | 13/01/2015 | Caducado                                           | Menos de 500.000          |
| 133 | Proposición de Ley sobre establecimiento de una prestación de ingresos mínimos en el ámbito de protección de la Seguridad Social. | 21/04/2015 | 28/04/2015 | Trasladado al próximo Congreso                     | Ver siguiente legislatura |
| 134 | Proposición de Ley de responsabilidad parental y de relaciones familiares. | 28/07/2015 | 08/09/2015 | Retirado                                           | No cursada                |
| 135 | Proposición de Ley de responsabilidad parental y de relaciones familiares. | 07/12/2015 | 10/12/2015 | Trasladado al próximo Congreso                     | Ver siguiente legislatura |
| 136 | Proposición de Ley de modificación de la Ley 39/2006, de 14 de diciembre, de Promoción de la Autonomía Personal y Atención a las personas en situación de dependencia, en materia de participación en el coste de las prestaciones y servicios de las personas beneficiarias (corresponde al número de expediente 120/000031/0000 de la ). | 13/01/2016 | 02/02/2016 | Trasladado al próximo Congreso                     | Ver siguiente legislatura |
| 137 | Proposición de Ley por la que se regula la implantación con carácter obligatorio de la Mediación Civil, Mercantil y Concursal, en el Orden Jurisdiccional Civil y Mercantil como método alternativo para la resolución de conflictos; y la implantación con carácter voluntario en el Orden Jurisdiccional Penal de la Mediación Penal; y la implantación de la Mediación Laboral, con mediadores profesionales independientes, de forma voluntaria y alternativa a la Conciliación Laboral, previa en el Orden Jurisdiccional Laboral (corresponde al número de expediente 120/000033/0000 de la ). | 13/01/2016 | 02/02/2016 | Caducado                                           | Menos de 500.000          |
| 138 | Proposición de Ley sobre establecimiento de una prestación de ingresos mínimos en el ámbito de protección de la Seguridad Social (corresponde al número de expediente 120/000035/0000 de la ). | 13/01/2016 | 02/02/2016 | Trasladado al próximo Congreso                     | Ver siguiente legislatura |
| 139 | Proposición de Ley de responsabilidad parental y de relaciones familiares (corresponde al número de expediente 120/000037/0000 de la ). | 13/01/2016 | 02/02/2016 | Trasladado al próximo Congreso                     | Ver siguiente legislatura |
| 140 | Solicitud al Presidente del Congreso de los Diputados para que proceda a la salvaguarda y custodia de las cajas que contienen los pliegos donde constan las firmas obtenidas en apoyo a la Proposición de Ley sobre protección social de los enfermos de fibromialgia y síndrome de fatiga crónica-encefalitis miálgica, ante su intención de interponer recurso de amparo ante el Tribunal Constitucional. | 26/01/2016 | 02/02/2016 | Tramitado por completo sin req. acuerdo o decisión |                           |
| 141 | Proposición de Ley sobre dación en pago. | 28/01/2016 | 02/02/2016 | Trasladado al próximo Congreso                     | Ver siguiente legislatura |
| 142 | Proposición de Ley para la eliminación de privilegios de índole retributiva de la clase política cesada. | 18/04/2016 | 27/04/2016 | Trasladado al próximo Congreso                     | Ver siguiente legislatura |
| 143 | Proposición de Ley para la regularización extraordinaria de personas extranjeras | 12/03/2024 | 09/04/2024 | En proceso parlamentario                           | Más de 600.000 firmas     |